# Carinoclytus
Carinoclytus is een kevergeslacht uit de familie van de boktorren (Cerambycidae). De wetenschappelijke naam van het geslacht werd voor het eerst geldig gepubliceerd in 1912 door Aurivillius.

## Soorten
Carinoclytus omvat de volgende soorten:
- Carinoclytus affinis Aurivillius, 1914
- Carinoclytus semiruber (Quedenfeldt, 1882)
- Carinoclytus thomsoni (Harold, 1880)